# Onychium japonicum
Espèce
Synonymes
- Caenopteris japonica (Thunb.) Thunb.[2]
- Cryptogramma japonica (Thunb.) Prantl[2]
- Onychium japonicum var. japonicum[1]
- Trichomanes japonicum Thunb.[2]

Onychium japonicum est une espèce de fougères de la famille des Pteridaceae.

## Liste des variétés et sous-espèces
Selon BioLib (19 août 2019) :
- non-classé Onychium japonicum 'Sichuan Lace'

Selon Tropicos (19 août 2019) (Attention liste brute contenant possiblement des synonymes) :
- Onychium japonicum subsp. moupinense (Ching) Fraser-Jenk.
- Onychium japonicum var. delavayi Christ
- Onychium japonicum var. intermedia C.B. Clarke
- Onychium japonicum var. japonicum
- Onychium japonicum var. lucidum (D. Don) Christ
- Onychium japonicum var. multisecta C.B. Clarke
- Onychium japonicum var. parvisorum Bonap.